# Setiserica thailandica
Setiserica thailandica är en skalbaggsart som beskrevs av Miyake, Yamaguchi och Aoki 2002. Setiserica thailandica ingår i släktet Setiserica och familjen Melolonthidae. Inga underarter finns listade i Catalogue of Life.